# Frkuljevec Mihovljanski
Frkuljevec Mihovljanski – wieś w Chorwacji, w żupanii krapińsko-zagorskiej, w gminie Mihovljan. W 2011 roku liczyła 87 mieszkańców.